# Lucas Núñez
Lucas Javier Núñez Núñez (Maldonado, 9 giugno 2001) è un calciatore uruguaiano, centrocampista del Dep. Maldonado.

## Caratteristiche tecniche
È un mediano che può giocare anche da difensore centrale.

## Carriera
Cresciuto nel settore giovanile del Dep. Maldonado, debutta in prima squadra il 21 novembre 2020 in occasione del match di Primera División Profesional vinto 2-1 contro il River Plate (M).

## Statistiche
Statistiche aggiornate al 18 febbraio 2021.

### Presenze e reti nei club
| Stagione        | Squadra         | Campionato      | Campionato | Campionato | Coppe nazionali | Coppe nazionali | Coppe nazionali | Coppe continentali | Coppe continentali | Coppe continentali | Altre coppe | Altre coppe | Altre coppe | Totale | Totale | Totale |
| Stagione        | Squadra         | Comp            | Pres       | Reti       | Comp            | Pres            | Reti            | Comp               | Pres               | Reti               | Comp        | Pres        | Reti        | Pres   | Reti   |        |
| --------------- | --------------- | --------------- | ---------- | ---------- | --------------- | --------------- | --------------- | ------------------ | ------------------ | ------------------ | ----------- | ----------- | ----------- | ------ | ------ | ------ |
| 2020            | Dep. Maldonado  | PD              | 5          | 0          |                 | -               | -               |                    | -                  | -                  |             | -           | -           | 5      | 0      |        |
| Totale carriera | Totale carriera | Totale carriera | 5          | 0          |                 | -               | -               |                    | -                  | -                  |             | -           | -           | 5      | 0      |        |